# Benten
Benten (poznata i pod imenima Benzaiten, Benten-Sama ili Dai-ben-zai-ten, što znači Veliko božanstvo moći rasuđivanja) je japanska (izvorno budistička) božica ljubavi, braka, blagostanja, bogatstva, glazbe i gejši. Priču o njoj kineskom caru je ispričao veliki putnik i pustinjak Yu-kie, oko 500. godine prije Krista.
Pričao mu je o dalekom kraljevstvu u kojem u veličanstvenim palačama žive lijepe žene koje se udaju za zmije, koje, kako im i pristoji, žive u rupama u zemlji. No, u tom kraljevstvu je obitavao i jedan zmaj koji je živio mirnim životom u pećini. Jednoga dana zmaja je spopalo ludilo, pa je počeo napadati palače i proždirati djecu. Božica Benten to nije mogla podnijeti pa se, premda nevoljko zbog njegove ružnoće i ogavnih navika, udala za zmaja. Zahvaljujući njoj, kraljevstvom je opet zavladao mir. Benten je omiljenim japanskim božanstvom postala u 12. stoljeću. Podizani su joj brojni hramovi, posvećivane svetkovine i prinošene brojne žrtve.
Ona donosi sreću u ljubavi i braku, pomaže trgovcima, putnicima, lovcima i ribarima, kao i kockarima i spekulantima svih vrsta. Jedino je žensko božanstvo u Shichi Fukujinu. Također, ona sprečava zemljotrese i erupcije uveseljavajući uvijek bijesnog boga Awashimu koji živi u podzemnom svijetu, jer ga je ubio otac Izanagi.